# Мухаммадикболи Садриддин
Мухаммадикболи Садриддин (тадж. Муҳаммадиқболи Садриддин; род 15 мая 1978 года, Курган-Тюбе, Таджикистан) — таджикистанский общественный деятель.

## Биография
Сын Хаджи Каландара Садриддинзода, одного из основателей Партии исламского возрождения Таджикистана в 1973 году.

## Деятельность
Мухаммадикболи Садриддин — автор литературных, религиозных, исторических и исламских книг и статей, критик нынешнего правительства республики Таджикистан. В 2008 году опубликовал трети томную книгу «Краткое толкование Хатлони», основал общественный фонд «Васатият», однако сайт фонда был заблокирован на территории республики Таджикистан в 2014 году.
В последние годы Мухаммадикболи Садриддин публикует статьи на сайте Isloh.net и видео программы в сети YouTube о коррупционных и преступных действиях чиновников. В октябре 2020 года Прокуратура Республики Таджикистан заочно возбудила уголовное дело в отношении Мухаммадикбола Садриддина, являющегося с 2016 года политическим беженцем в Европе по статье 247 (мошенничество с причинением особо крупного ущерба). Сам он опровергал эти обвинения и считал их сфабрикованными и политически мотивированными в связи с его публикациями в адрес таджикских чиновников в связях с коррупцией.

## Краткое описание
Шаблон:Information